# Платинапентагаллий
Платинапентагаллий — бинарное неорганическое соединение
платины и галлия
с формулой Ga5Pt,
кристаллы.

## Получение
- Сплавление стехиометрических количеств чистых веществ:

{\displaystyle {\mathsf {Pt+5Ga\ {\xrightarrow {T}}\ Ga_{5}Pt}}}

## Физические свойства
Платинапентагаллий образует кристаллы
моноклинной сингонии,
пространственная группа P 21/m,
параметры ячейки a = 0,63977 нм, b = 1,58823 нм, c = 0,88326 нм, β = 110,198°, Z = 16

.